# علم المكتبات والمعلومات
علم المكتبات والمعلومات تخصصان مترابطان يتناولان إدارة المعلومات. ويشمل ذلك تنظيم المعلومات، والوصول إليها، وجمعها، وتنظيمها، سواءً في صورتها المادية أو الرقمية.
علم المكتبات وعلم المعلومات تخصصان أصليان، إلا أنهما يقعان في نفس مجال الدراسة. علم المكتبات هو علم معلومات تطبيقي. علم المكتبات تطبيق وفرع من علوم المعلومات. ونظرًا للعلاقة الوثيقة بينهما، يُستخدم المصطلحان أحيانًا كمرادفين.

## التعريف
علم المكتبات (والذي كان يُسمى سابقًا دراسات المكتبات واقتصاد المكتبات) هو مجال متعدد التخصصات يطبق ممارسات ووجهات نظر وأدوات الإدارة وتكنولوجيا المعلومات والتعليم ومجالات أخرى على المكتبات؛ وجمع موارد المعلومات وتنظيمها وحفظها ونشرها؛ والاقتصاد السياسي للمعلومات. صاغ مارتن شريتينجر، أمين مكتبة بافاري، هذا التخصص في عمله (1808-1828) Versuch eines vollständigen Lehrbuchs der Bibliothek-Wissenschaft oder Anleitung zur volkommenen Geschäftsführung eines Bibliothekars. بدلاً من تصنيف المعلومات بناءً على العناصر الموجهة للطبيعة، كما كان يتم سابقًا في مكتبته البافارية، رتب شريتينجر الكتب حسب الترتيب الأبجدي. تأسست أول مدرسة أمريكية لعلم المكتبات على يد ملفل ديوي في جامعة كولومبيا عام 1887.
تاريخيًا، شمل علم المكتبات أيضًا علم الأرشيف. ويشمل ذلك: كيفية تنظيم موارد المعلومات لتلبية احتياجات فئات مختارة من المستخدمين؛ وكيفية تفاعل الأفراد مع أنظمة التصنيف والتكنولوجيا؛ وكيفية اكتساب المعلومات وتقييمها وتطبيقها من قِبل الأفراد داخل المكتبات وخارجها، وكذلك عبر الثقافات؛ وكيفية تدريب الأفراد وتثقيفهم للعمل في المكتبات؛ والأخلاقيات التي تُوجّه خدمة المكتبات وتنظيمها؛ والوضع القانوني للمكتبات وموارد المعلومات؛ والعلوم التطبيقية لتكنولوجيا الحاسوب المستخدمة في إدارة الوثائق والسجلات.
لا ينبغي الخلط بين علم المكتبات والمعلومات ونظرية المعلومات، وهي الدراسة الرياضية لمفهوم المعلومات. وقد وُضعت فلسفة المكتبات في مقارنة مع علم المكتبات كدراسة لأهداف ومبررات مهنة المكتبات، بدلاً من تطوير وتحسين التقنيات.